# Amrinder Gill
Amrinder Gill (Amritsar, 11 de mayo de 1976) es un actor y cantante indio.

## Biografía
Nacido y criado en el pueblo de Boorchand, cerca de Amritsar (Panyab), Amrinder Gill se ha convertido en un artista favorito entre la nueva generación de la música panyabí con su estilo relajado, incluso ha participado en videosmusicale de alta gama y con pegadizas canciones de género pop panyabí, mientras tenía control sobre sus temas musicales que transmitían las emociones. Su gran pista "Paigam" lo estableció con una voz en el futuro y desde entonces ha ido obtreviendo éxitos con temas musicales como "Daru", "Madhaania", "De Khedan Din" con Sunidhi Chauhan, y los éxitos colosales como "Correo de Kara "y" Dildarian".
Él no tenía ninguna influencia musical directa en su educación.

## Filmografía
| Año  | Álbum             | Personaje    | Notas           | Etiqueta de Película          | Etiqueta de banda sonora              | Músico/Director   |              |
| ---- | ----------------- | ------------ | --------------- | ----------------------------- | ------------------------------------- | ----------------- | ------------ |
| 2012 | Jatt & Juliet     | Yuvraj Singh |                 | White Hill Studios            |                                       | Anurag Singh      | Anurag Singh |
| 2010 | Ik Kudi Punjab Di | Sehaj Pal    | Debut Lead Film | Punj-Aab Movies International | MovieBox/Speed Records/Planet Recordz | Sukshinder Shinda |              |
| 2009 | Munde U.K. De     | Jagjot Gill  | Debut Film      | Punj-Aab Movies International | Tips                                  | Sukshinder Shinda |              |

## Discografía
| Año  | Álbum                 | Etiqueta de Reconocimiento                      | Música             | Listas    |
| ---- | --------------------- | ----------------------------------------------- | ------------------ | --------- |
| 2011 | Judaa[cita requerida] | Envy/Music Waves/Speed Records                  | Dr. Zeus           | Tracks 12 |
| 2009 | Dooriyan              | Kamlee Records Ltd/Speed Records/Planet Recordz | Sukshinder Shinda  | Tracks 9  |
| 2007 | Ishq                  | Kamlee Records Ltd/Speed Records/Planet Recordz | Sukshinder Shinda  | Tracks 10 |
| 2005 | Dildarian             | Kamlee Records Ltd/Music Waves                  | Sukhshinder Shinda | Tracks 8  |
| 2002 | Ek Vaada/Paigaam      | Finetouch                                       | Gurmeet Singh      | Tracks 8  |
| 2001 | Chan Da Tukda         | Finetouch                                       | Gurmeet Singh      | Tracks 10 |
| 2000 | Apni Jaan Ke          | Goyal Music                                     | Sukhpal Sukh       | Tracks 8  |

### Participaciones
| Año  | Álbum            | Etiqueta de Reconocimiento            | Notas                                                           |
| ---- | ---------------- | ------------------------------------- | --------------------------------------------------------------- |
| 2009 | Collaborations 2 | MovieBox/Speed Records/Planet Recordz | Guest appearance in Song Tu Hi Tu. Along with Sukshinder Shinda |

### Bandas sonoras
Amrinder Gill ha cantado en varias bandas sonoras de películas panyabíes:
| Año  | Banda sonora de película | Notas                                    |
| ---- | ------------------------ | ---------------------------------------- |
| 2010 | Ik Kudi Punjab Di        |                                          |
| 2009 | Munde U.K. De            | Sung Ishq Ho Gaya and Dil Milyan De Mele |
| 2005 | Yaaran Naal Baharan      | Sung Khedan De Din With Sunidhi Chauhan  |